# COTRAL

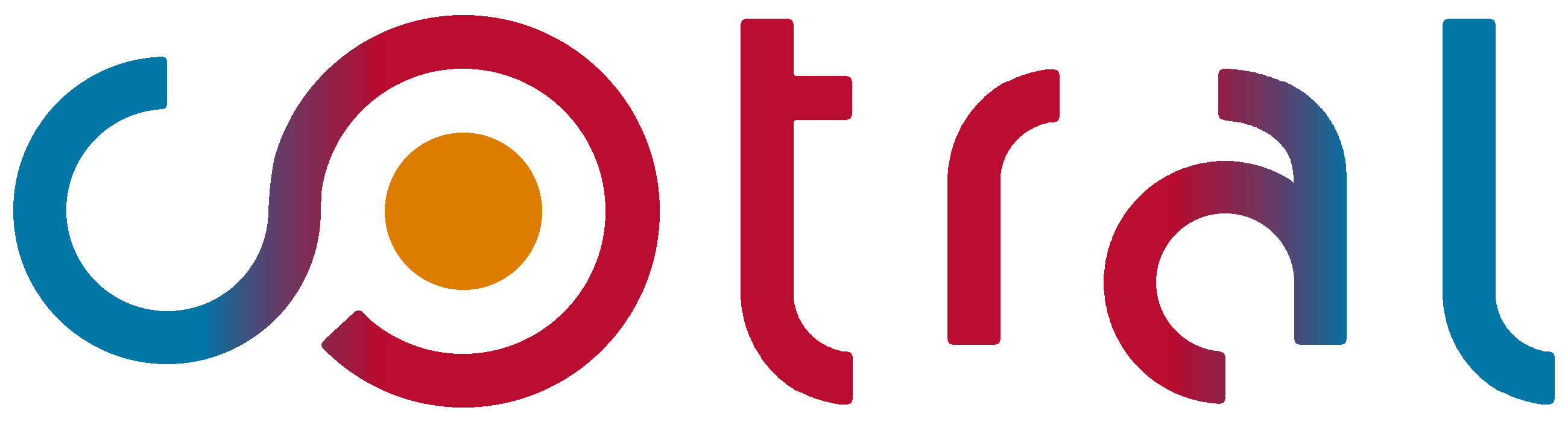
COTRALのロゴ

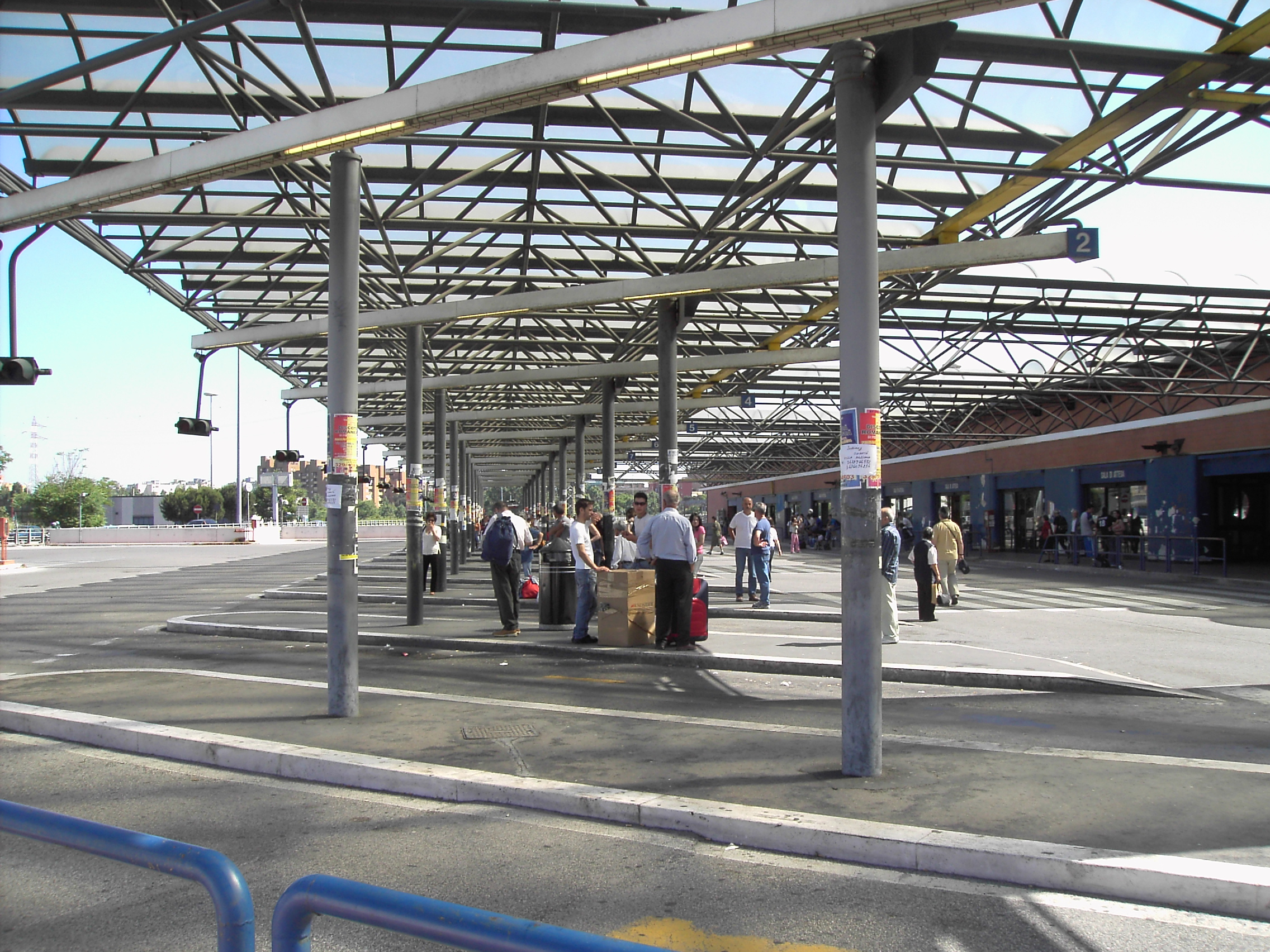
ローマのポンテ・マンモロのCOTRALバスターミナル

Cotralは、イタリアのラツィオ州内の都市近郊公共交通を業務としている株式会社。語源は「Compagnia Trasporti Laziali」の略称で、ラツィオ州交通社の意。2001年に設立された。

## 略歴
1976年11月6日にローマを除いたラツィオ州内の公共交通運営団体を統合し「A.CO.TRA.L.」（Azienda Consortile Trasporti Laziali、ラツィオ交通組合公社）として発足。
1993年2月24日には、ラツィオの5県の県営交通を統合した組合に変わり、"CoTraL" (Consorzio Trasporti pubblici Lazio) となる。
2001年、当初は"Linee Lazialiまたは LiLa spa"と呼ばれ後にCotral S.p.A.となるバス会社と、鉄道会社のメトロフェッロ （Metroferro Spa、現在のMet.Ro.）とに分割された。